# Aleksander Jabłoński

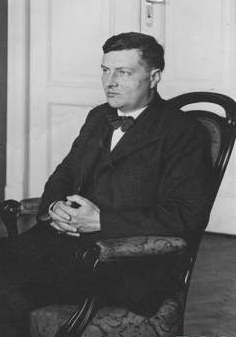
Aleksander Jabłoński

Aleksander Jabłoński (Woskresenówka, 26 februari 1898 - Skierniewice, 9 september – 1980) was een Pools natuurkundige die zich bezighield met de kwantummechanische representatie van fotoluminescentie en depolarisatie. Het Jablonski-diagram is naar hem genoemd.